# Alice Wetterlund
Alice Wetterlund (Minneapolis, 16 de maig de 1981) és una actriu, humorista, comedianta i presentadora de podcast estatunidenca. Va interpretar el rol de Carla Walton en la sèrie de comèdia del canal HBO Silicon Valley. i posteriorment a partir del 2021 va esdevenir un dels protagonistes principals, D'Arcy Bloom, juntament amb Alan Tudyk i Sara Tomko, de la comèdia de ciència ficció Resident Alien.

## Filmografia

### Cinema
| Any  | Títol                                       | Rol              | Notes                         |
| ---- | ------------------------------------------- | ---------------- | ----------------------------- |
| 2010 | Mad Men Jumps the Shark                     | Joan Holloway    | Curtmetratge                  |
| 2011 | The Math                                    | Michelle Sellers | Curtmetratge                  |
| 2011 | Close to You                                |                  | Alhora guionista i productora |
| 2013 | Hashtag Warrior                             | Curtmetratge     |                               |
| 2014 | The Interview                               | Alice            |                               |
| 2015 | The Shocking Truth about Planned Parenthood |                  | Curtmetratge                  |
| 2015 | Welcome to Bridgetown                       | Ella mateixa     | Documental                    |
| 2016 | Mike and Dave Need Wedding Dates            | Cosina de Terry  |                               |
| 2018 | Normal                                      | Sunny Berger     | Curtmetratge                  |

### Televisió
| Any     | Títol                                   | Rol                     | Notes                               |
| ------- | --------------------------------------- | ----------------------- | ----------------------------------- |
| 2015    | Chelsea Lately                          | Ella mateixa            | 1 episodi                           |
| 2015    | New Girl                                | Amfitriona              | 1 episodi                           |
| 2015    | Betas                                   | Gerent jove             | 1 episodi                           |
| 2013-15 | Girl Code                               | Ella mateixa            | 76 episodis                         |
| 2015-16 | Silicon Valley                          | Carla Walton            | 6 episodis                          |
| 2015-17 | @Midnight                               | Ella mateixa            | 5 episodis                          |
| 2016    | Flophouse                               | Ella mateixa            | 1 episodi                           |
| 2016    | Adam Devine's House Party               | Ella mateixa            | 1 episodi                           |
| 2016    | The UCB Show                            |                         | 1 episodi                           |
| 2016    | Take My Wife                            | Alicia                  | 1 episodi                           |
| 2016    | Conan                                   | Ella mateixa            | 2 episodis                          |
| 2016-17 | People of Earth                         | Kelly Grady             | 13 episodis                         |
| 2017    | Talk Show the Game Show                 | Ella mateixa            | 1 episodi                           |
| 2018    | GLOW                                    | Carol                   | 1 episodi                           |
| 2018    | Alone Together                          | Stephie                 | 1 episodi                           |
| 2018    | The 5th Quarter                         | Shirley                 | 2 episodis                          |
| 2019    | Single Parents                          | Nora                    | 1 episodi                           |
| 2019    | Ryan Hansen Solves Crimes on Television | Dra. Inx                | 1 episodi                           |
| 2020    | Interrogation                           | Alice Morgan            | 2 episodis                          |
| 2020    | Space Force                             | Batlle Jane Pike        | 1 episodi                           |
| 2021–25 | Resident Alien                          | D'Arcy Bloom            | Protagonista principal, 44 episodis |
| 2022    | Star Trek: Lower Decks                  | Melponar Triplets (veu) | 1 episodi                           |